# ناحیه سومر، شهرستان شمپین، ایلینوی
ناحیه سومر، شهرستان شمپین، ایلینوی (به انگلیسی: Somer Township) یک منطقهٔ مسکونی در ایالات متحده آمریکا است که در شهرستان شمپین، ایلینوی واقع شده‌است. ناحیه سومر ۱٬۲۶۸ نفر جمعیت دارد و ۲۲۴ متر بالاتر از سطح دریا واقع شده‌است.